# 香道
香道（こうどう）とは、主に東南アジアで産出される沈水香木など各種香木の香りを鑑賞する、日本の芸道である。香道は禅宗の精神を大事にし、礼儀作法・立居振舞など約束事の多い世界であり、上達するにつれ古典文学や書道の素養も求められる。しかし、香道の原点は何よりも、香りそのものを楽しむことにある。伝統的な香道の作法にとらわれず香を楽しむ人や、そうした用途に販売されている香製品も多い。 
香道においては香を「聞く」と表現し、「嗅ぐ」という表現は不粋とされる。香木の香りを聞き、鑑賞する聞香（もんこう）と、香りを聞き分ける遊びである組香（くみこう）の二つが主な要素である。香木は生き物、その一つ一つに魂が宿ると考え、この稀少な天然香木を敬い大切に扱う。「聞く」という言葉を使う意味は、現代においては、香木の香りを通じて自然や地球の声を聞き、自然と一体化し、同時に自身と向き合うことと説明される。

## 歴史
『日本書紀』によると、香木は推古天皇3年（595年）に淡路島に漂着したといわれる。日本の香文化の源流は古代インドから中国を経て、仏教とともに入り、香木が焚かれるようになることに始まる。平安時代になると、宗教儀礼を離れて、香りを聞いて鑑賞するようになり、薫物合せ（たきものあわせ）などの宮廷遊戯が行われた。
この宗教の香・貴族の香に鎌倉時代以降の武士の香、そして禅の教えが加わり、茶道や華道、能などとともに室町時代に誕生、婆沙羅大名はじめ一部上流階級の贅を極めた芸道として発展する。なかでも香道は、それら中世芸道のエッセンスを凝縮した文化として洗練度を高め、当時としては非常に稀少な東南アジア産の天然香木を研ぎ澄まされた感性で判別するという、独自の世界を構築するに至る。このころ、それぞれに異なる香りを有する香木の分類法である「六国五味」（りっこくごみ、後述）なども体系化された。
慶長11年（1606年）ごろから徳川家康による朱印船貿易が行われるようになるが、主目的は極上とされた伽羅の買い付けに絞っており、香道の用材として必要としていたからである。

## 炷き方
香道においては、線香等のように直接点火する香は用いない。聞香炉に灰と、おこした炭団を入れ、灰を形作り、その上に銀葉という雲母の板をのせ、数ミリメートル角に薄く切った香木を熱し、香りを発散させる方式がとられる。銀葉を灰の上で押すことにより、銀葉と炭団の位置を調節する。これにより伝わる熱を調節し、香りの発散の度合いを決める。香道具の種類、形状および作法は流派によって異なる。

## 香道の流派
御家流（おいえりゅう）
三条西実隆を流祖とし、室町時代以来大臣家である三条西家によって継承されたが、のちに亜流は地下（武士・町人）にも流れる。第二次世界大戦後、一般市民（民間）の香道家・一色梨郷や山本霞月などにより、堂上御家流香道を継承していた三条西尭山が正式に近代御家流宗家として推戴され、三条西家の当主が御家流家元を継承している。なお、御家流の香人は自身の流派を「当流」と称する。現宗家は三条西尭水。
なお、一般には御家流とは各芸道ごとに、特定の流派を指す言葉である。

志野流（しのりゅう）
東山文化のリーダーであった室町幕府第八代将軍足利義政の近臣だった志野宗信（1443-1523年）を流祖とし、3代省巴（ -1571年）が隠棲する際、流儀の一切を高弟であった4代宗悟（-1584年）に譲り、初代宗信からの志野流の精神を一度も途切れることなく現家元の幽光斎宗玄まで継承してきている。葵祭前儀である上賀茂神社での献香祭も担う。途中、幕末の戦乱に巻き込まれ、特に禁門の変では家屋を消失してしまい家元存続の危機があったが、尾張徳川家を中心に、尾張地方の名士たちがパトロンとなり流儀は守られる。現在、志野流家元は、愛知県尾張（名古屋城近く）に居を構えている。なお、志野流における「入門」は、その伝統・道程を守るため一子相伝の制度をとっており、家元とともに志野流香道の精神と伝統を生涯にわたり守り続けることを誓約した者（古くは血判の誓約書を家元に提出）のみが許される。したがって、志野流香道で学んだ伝統、秘伝、および作法等に関する知識、技能は他言してはならず、志野流香道で学んだ知識などをもとに、自ら流派、組織を立ち上げることは当然許されていない。正規の国内教場は約200か所、海外教場は10か所と近年さらに拡大している。入門者は約2,000人。

米川流（よねかわりゅう）
東福門院に指南したことで知られる米川常伯を祖と仰ぐ、志野流が正式に認めた分流。大名家に広く支持されたが明治維新後の廃藩により絶えている。

泉山御流（せんざんごりゅう）
江戸時代から続く京都の流派。流派の本山である泉涌寺（京都・東山）の歴代長老を御家元と仰ぐ。現在、第10代宗匠 西際好譽（好誉）、若宗匠 西際重譽（重誉）。泉涌寺には、天下第一の銘香蘭奢待を始め、歴代の天皇が所持していた数々の香木や香道具などが蔵されており、泉山御流により香道の伝統が今に伝えられている。教場は関東・関西・中部・四国・中国地方のほか、日本以外には中国・台湾・カナダなど。京都東山に位置する泉涌寺は、俊芿（しゅんじょう）律師によって嘉禄2年（1226年）に創建された真言宗泉涌寺派の総本山寺院。一般の寺院とは異なり、寺域内に鎌倉時代の四条天皇以降、歴代の天皇・皇族が奉葬されている。このため皇室の御陵に香や花を供える役割を担う「香華院」とされ、「御寺（みてら）」「皇室の菩提所」と呼ばれており、現在も皇室との関係は非常に深い。

### 後代の新流派(団体)
上記より時代が新しい流派（団体）。また、活動は確認できるが系譜未確認の流派。「家元制度」は、いわゆる素人弟子たちが家元から入門を許されたあと、その流儀に伝わる秘伝書や技能を学び習得していくのであるが、西山松之助著『家元ものがたり』に、「それは決して公開してはならない。そういう血判の誓約書を本来は弟子から家元に提出することになっている」とあるように、家元制度の観点からして独立、分派というものは存在し得ない。なお、相伝には一子相伝（志野流・泉山御流など）と完全相伝（御家流など）がある。
風早流
風早実種が創設した御家流の一派。江戸時代前期の公卿風早実種を祖とする御家流の分流であるが、2017年時点は勢力が小さい。
古心流（柳原家）
香道翠風流（こうどうすいふうりゅう）
福岡県の旧柳川藩に伝わる香道を、大正年間に流祖江頭環翠（かんすい）が再興し、翠風流を創流。
香雅流
香道御家流 霽月会
前・家元山本霞月の流れを汲む流派。山本霞月は途絶えかけていた御家流を復興するために志野流を離れた。
香道直心流
関東の流派。家元は松崎雨香。会長は浅草寺第24世貫首、清水谷恭順大僧正。「香木」だけでなく平安時代の「薫物」の文化も後世に伝えようと、志野流から独立。浅草寺大僧正とともに香道の存続に奔走し、カルチャーセンターに香道を持ち込む。
香道御家流桂雪会
1963年（昭和38年）発足。香道を自由に探求し、楽しみ、それを通じて日本文化への理解を深めようという趣旨で出来たグループである。
平安朝香道
2005年（平成17年）発足。

## 六十一種名香
志野流初代志野宗信が、足利義政の命により、足利将軍家所持（佐々木道誉蒐集）の180種の名香を分類するとともに、三条西実隆公所持の66種をさらに精選、追加、入れ替え等を行い、「六十一種名香」を定めた。彼は、その選定過程で、すべての香木を「六国五味」で判別、鑑賞することを極めていく。志野流の香木の極めは、現家元まで変わらずこれを基準とし、現在も香木の極め（鑑定）をつけている。
| 香名   | 六国 | 五味   |  | 香名   | 六国 | 五味       |  | 香名   | 六国 | 五味     |  | 香名   | 六国 | 五味     |  | 香名   | 六国 | 五味     |
| ------ | ---- | ------ |  | ------ | ---- | ---------- |  | ------ | ---- | -------- |  | ------ | ---- | -------- |  | ------ | ---- | -------- |
| 法隆寺 | 佐   | 酸苦甘 |  | 東大寺 | 伽   | 甘苦辛酸鹹 |  | 逍遥   | 伽   | 酸苦甘鹹 |  | 紅塵   | 伽   | 苦甘辛   |  | 眞芳野 | 伽   | 辛苦酸甘 |
| 枯木   | 国   | 苦甘辛 |  | 中川   | 蛮   | 苦酸甘鹹   |  | 法華經 | 伽   | 甘鹹苦   |  | 廬橘   | 賀   | 苦酸甘   |  | 八橋   | 国   | 辛苦     |
| 園城寺 | 伽   | 辛苦   |  | 似     | 伽   | 苦甘鹹     |  | 冨士烟 | 新伽 | 甘酸苦辛 |  | 菖蒲   | 国   | 苦辛     |  | 般若   | 伽   | 苦辛甘   |
| 鷓鴣斑 | 伽   | 甘苦鹹 |  | 青梅   | 伽   | 苦酸       |  | 楊貴妃 | 伽   | 甘苦鹹辛 |  | 飛梅   | 伽   | 苦辛酸甘 |  | 種ヶ嶋 | 伽   | 苦辛     |
| 澪標   | 伽   | 苦甘   |  | 月     | 伽   | 苦甘辛     |  | 龍田   | 伽   | 辛苦     |  | 紅葉賀 | 伽   | 苦甘     |  | 斜月   | 伽   | 苦酸     |
| 白梅   | 蛮   | 辛酸   |  | 千鳥   | 伽   | 苦酸       |  | 臘梅   | 寸   | 酸甘辛   |  | 八重垣 | 伽   | 苦鹹     |  | 花宴   | 賀   | 辛酸     |
| 花雪   | 賀   | 苦酸   |  | 明月   | 伽   | 辛酸       |  | 賀     | 賀   | 甘苦辛   |  | 法華   | 伽   | 甘苦     |  | 蘭子   | 蛮   | 辛苦鹹   |
| 卓     | 伽   | 苦辛   |  | 橘     | 賀   | 苦酸       |  | 花散里 | 伽   | 苦酸     |  | 丹霞   | 伽   | 苦酸     |  | 花筐   | 新伽 | 甘苦辛   |
| 上薫   | 伽   | 酸苦   |  | 須磨   | 蛮   | 酸苦       |  | 明石   | 蛮   | 酸鹹苦   |  | 十五夜 | 伽   | 苦鹹辛   |  | 隣家   | 伽   | 苦辛     |
| 手枕   | 伽   | 苦辛   |  | 夕時雨 | 蛮   | 苦鹹       |  | 有明   | 賀   | 苦甘     |  | 雲井   | 蛮   | 苦甘     |  | 紅     | 伽   | 甘辛     |
| 初瀬   | 新伽 | 酸辛苦 |  | 寒梅   | 蛮   | 甘辛苦     |  | 二葉   | 国   | 苦甘     |  | 早梅   | 蛮   | 辛甘     |  | 霜夜   | 伽   | 甘酸     |
| 七夕   | 蛮   | 甘辛   |  | 寝覚   | 伽   | 甘酸       |  | 篠目   | 伽   | 苦辛鹹   |  | 薄紅   | 伽   | 甘辛     |  | 薄雲   | 伽   | 苦辛     |
| 上馬   | 伽   | 辛甘苦 |  |        |      |            |  |        |      |          |  |        |      |          |  |        |      |          |

伽＝伽羅、国＝羅国、賀＝真那賀、蛮＝真南蛮、寸＝寸門陀羅、佐＝佐曽羅、新伽＝新伽羅。

## 香十徳
香道に関する十の徳。北宋の詩人の黄庭堅が香に関する訓や効用を記したもので、日本へは一休宗純が紹介した。香りは量ではなく、質が重要としている。
1. 感格鬼神 感は鬼神に格（いた）る - 感覚が鬼や神のように研ぎ澄まされる
2. 清浄心身 心身を清浄にす - 心身を清く浄化する
3. 能除汚穢 よく汚穢（おわい）を除く - 穢（けが）れをとりのぞく
4. 能覚睡眠 よく睡眠を覚ます - 眠気を覚ます
5. 静中成友 静中に友と成る - 孤独感を拭う
6. 塵裏偸閑 塵裏に閑（ひま）をぬすむ - 忙しいときも和ませる
7. 多而不厭 多くして厭（いと）わず - 多くあっても邪魔にならない
8. 寡而為足 少なくて足れりと為す - 少なくても十分香りを放つ
9. 久蔵不朽 久しく蔵（たくわ）えて朽ちず - 長い間保存しても朽ちない
10. 常用無障 常に用いて障（さわり）無し - 常用しても無害

## 香道具

### 香炉
- 聞香炉（もんこうろ、ききこうろ）- 香を聞くために用いる香炉。志野流で使用する香炉は「志野香炉」と言う。また、一対での香炉使用の始めは、志野流流祖志野宗信が足利義政より拝領した青磁一対の「雪・雨の香炉」と言われている。
- 火取り香炉（ひどりこうろ）- 手前をするときに、炭団を入れて持ち運ぶために利用する。

### 火道具
香を焚きだすために使われる道具。御家流と志野流では使う道具の形状が異なる。
- 銀葉挟（ぎんようばさみ）- 銀葉を扱うときに利用する、特殊な形をしたピンセットのようなもの。香炉にのせるときに、銀葉を抑えるのにも利用するため、手に持ったときに下側になる挟の先の部分が平らになっている。
- 香筯（きょうじ）- 香木を扱うときに利用する。
- 香匙（こうさじ）- 香木を銀葉の上にのせるときに利用する。
- 鶯（うぐいす）- 組香において、香元が香木を香炉に乗せたあとに、本香包みをまとめるのに利用する。
- 羽箒（はぼうき）- 香炉の灰を切るときに、香炉の縁についてしまった灰を掃除するのに利用する。
- 火筯（こじ）- 灰を切ったり、炭団を扱ったりするときに利用する。
- 灰押（はいおし）- 香炉の灰を山形に整えるのに利用する。

きょうじ、こじの「じ」は竹冠に助であるが、一部の日本語環境では表示できないかもしれない。

### 盆・箱、関連
点前の必需品を納めたり、さまざまな雑用に利用される道具。
- 乱箱（みだればこ）
- 四方盆（よほうぼん・しほうぼん）
- 香袋（こうぶくろ）聞香で使用するために小さく切断した香木を入れた香包や銀葉を入れておき、お手前で使用する。長い紐は花や植物など様々な形に結ぶことができ、流派によってオリジナルな結び方がある。口伝で伝授される。
- 志野袋（しのぶくろ）- 志野流四方盆手前時などに使用する香木・銀葉を入れておく総包の一種であり、金襴緞子や錦などの布で作る底付昨日丸巾着。元来、香会に参会するときにお香数種を入れて各々が持ち寄るものであった。紐の結びは、基本表十二か月の花結びに、裏十二か月も存在し、長緒、三つ輪、雄雌蜻蛉、封印結びなどが伝わる。入門後、口伝により志野流家元から結び方を伝授してもらう。
- 長盆（ながぼん）
- 重香合（じゅうこうごう）陶器・漆器など、複数の種類がある。香木や銀葉を収納するためのもの。
- 総包（そうづつみ）- 志野流では特に「志野折」（しのおり）と言い、ふく包という風流な往古の折形を初代志野宗信が香包に用いたのが最初と言われている。折形が難しいので宗匠にお願いして折ってもらって用いたというところから「志野殿折」と呼ばれ、やがて殿の字を抜いて「志野折」というようになった。

### その他
- 地敷き（じしき）- 地敷紙ともいい、聞香道具を並べ置く厚紙。流派によって描かれている模様が違う。志野流の地敷は後西院帝勅作。
- 香盤（こうばん）
- 香札（こうふだ）- 十種香札ともいう。札聞きと呼ばれる方法によって回答がなされるときに、答えを投票する板。表は植物の絵、裏に一から三の文字が3つ（月、星が縁に書かれているものと無地のもの各一つずつ）、客が3枚の計12枚が1セット。
- 銀葉（ぎんよう）
- 名乗紙（なのりがみ）- 回答を出すときに、書筆する紙。
- 香包（こうづつみ）- 香木を焚き出す前に包んでおく紙。

## 六国五味
香道では香木の香質を味覚にたとえて、辛（シン）、甘（カン）、酸（サン）、鹹（カン）、苦（ク）の5種類に分類する。これを「五味」という。
また、その含有樹脂の質と量の違いから以下の6種類に分類し、六国（りっこく）と称する。
| 木所     | 読み方     |
| -------- | ---------- |
| 伽羅     | きゃら     |
| 羅国     | らこく     |
| 真那賀   | まなか     |
| 真南蛮   | まなばん   |
| 寸門陀羅 | すもんだら |
| 佐曽羅   | さそら     |

これらを総じて六国五味という。
また、現代ではさらに新伽羅（しんきゃら）が分類されることもあるが、これは古い資料には見られない。

## 聞香
香を一定の作法に則って香を聞くことを「聞香」（もんこう）という。
作法の例として、香炉の扱い方を取り上げる。志野流香道では、左手の上に聞香炉を置き、親指を縁にかけ、香炉を反時計回りに回して灰の上に記される「聞き筋」（灰の上には形作るときに一本太い筋が作られるが、これを「聞き筋」といい、この方向が香炉の正面に一致する）を自分とは反対の側へ向け、右手を筒のようにして香炉の上に覆い、その間に鼻を近づけて香を聞くとする。

## 組香
組香（くみこう）とは、ある一定のルールに即した香りの楽しみ方の一つである。文学的要素から一般教養等、多種多様の分野に取材したルールに則って香りの異同を当てるもので、非常にゲーム性に富む。ただし、その本質は香りを聞き、日頃の雑踏の外に身を置いて、静寂の中でその趣向を味わうことにあり、答えの成否、優劣を競うものではないとされる。
季節感のある組香は、その季節に行われる。
客の回答は執筆とよばれる記録係によって記録紙に書筆、記録され、最高得点を取った人（複数いた場合は正客に近い順に）はその記録紙をもらうことができる。記録紙には、組香名、香銘、回答、成績、日付等が書き込まれる。
以下に組香の例を紹介する。

### 夏の組香

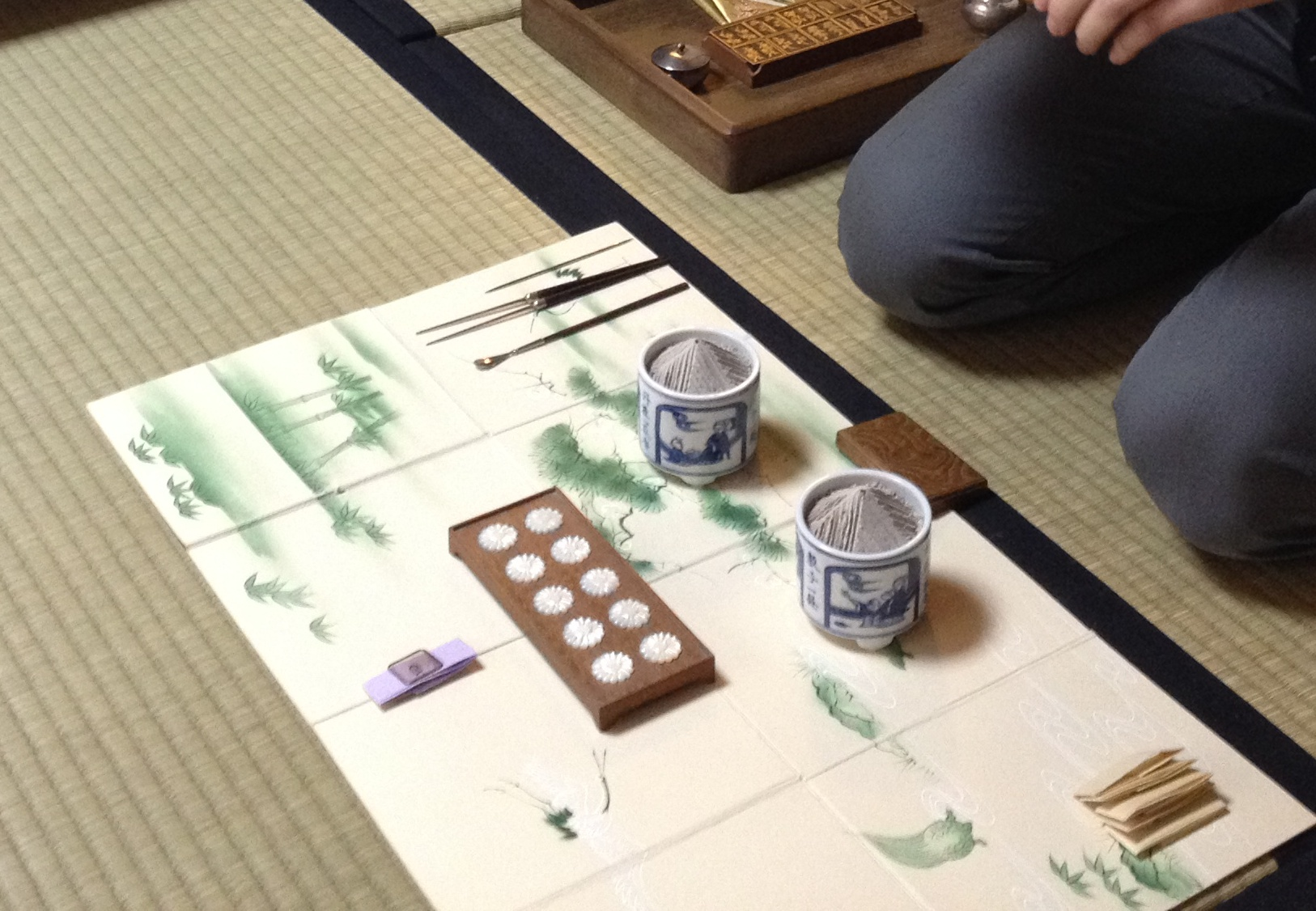
志野流組香 外組の十番「菖蒲香」

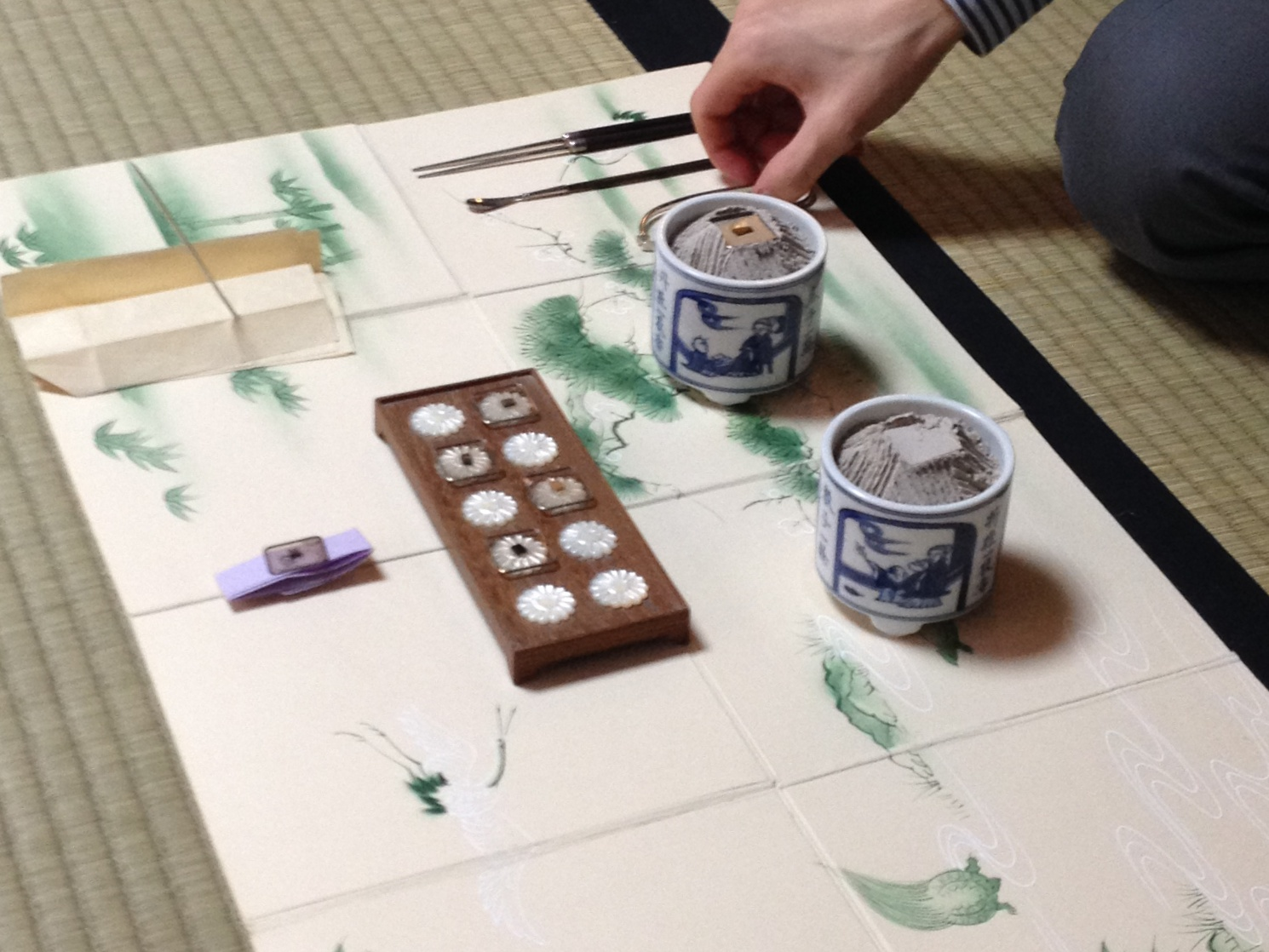
菖蒲香

菖蒲香（あやめこう）は、夏に行われる組香の一つである。
証歌は「五月雨に池のまこもの水ましていつれあやめと引きそわつらふ」である。『源平盛衰記』陀巻第十六に取材している。その内容は、以下の通りである。
鳥羽院の女房に菖蒲前という美人がおり、頼政は一目惚れをしてしまう。頼政は菖蒲前に手紙をしばしば送るが、返事はもらえなかった。そうこうしているうちに3年が経過し、このことが鳥羽院に知られてしまう。鳥羽院は菖蒲前に事情を聞くが、顔を赤らめるだけではっきりとした返事は得られない。そこで、頼政を召し、菖蒲前が大変美しいというだけで慕っているのではないか、本当に思いを寄せているのかを試したいと発願する。
そこで、菖蒲前と年恰好、容貌がよく似ている女二人に同じ着物を着せ、頼政に菖蒲前を見分けて二人で退出するように申し付けた。頼政は、どうして院の御寵愛の女を申し出ることができようか、ちょっと顔を見ただけなのに見分ける自信がない。もし間違えれば、おかしなことになり、当座の恥どころか末代まで笑いものになってしまうと困って躊躇していると、院から再び仰せがあったので、「五月雨に沼の石垣水こえて何かあやめ引きぞわづらふ」という歌を院に奉る。
院はこれに感心し、菖蒲前を頼政に引き渡す。
手順は以下の通り。
1. 5種の香を用意する。
2. 「四」を焚き出し、香りを覚える。「四」だけに試みがある理由は頼政がよそながら菖蒲を見たことがあるからである。
3. 一から五を全て打ち交ぜ、焚き出す。「四」のみを探すため、自分が一、二、三、五であると思った香は聞き捨てる。一、二、三、五は、菖蒲前とともに頼政の前に並んだ女房たちをあらわしている。
4. 客は記紙に、聞き捨てた順に一、二、三、五とかくが、聞き当てる四の香を出たところに織り込み、右肩に「アヤメ」と記し、菖蒲の存在を明示する。

### 秋の組香
菊合香（きくあわせこう）は、秋に行われる組香の一つである。
証歌は「秋風のふき上げに立てる白菊は花かあらぬか波のよするか」（『古今和歌集』所載、菅原道真）であり、秋風の吹く吹上の浜に立っている白菊は、花なのか、それとも波が寄せているのか見間違えるほどだという歌の意味を組香のルールに取り込むことで、組香に情景を取り込んでいる。
1. 2種類の香（秋風4包内1包試、白菊3包無試）を用意する。
2. 秋風を焚き出し、香りを覚える。
3. 秋風3包、白菊3包を打ち交ぜて、2包を抜き、残りの4包を焚き出す。こうすると、残る香が秋風1包と白菊3包、秋風2包と白菊2包、秋風3包と白菊1包という出方がありえるが、これは、歌にあるように「花なのか、風によって作られる波なのかを見間違える」という点に取材し、客が、花と波のどちらであるかを判断するかを楽しむまた、情趣を感じられるように和歌を取り込んでいることがよくわかる。
4. 客は、秋風、白菊の出を、記紙に記して提出する。
5. 執筆は客の回答にのっとり、記録紙の客の回答の下に、客の回答が菊多ければ「菊」、同数なら「花」、風多ければ「波」と記す。これも、花が多ければ菊と見た、風が多ければ波と見たというように歌に重ねている。

### 雑の部

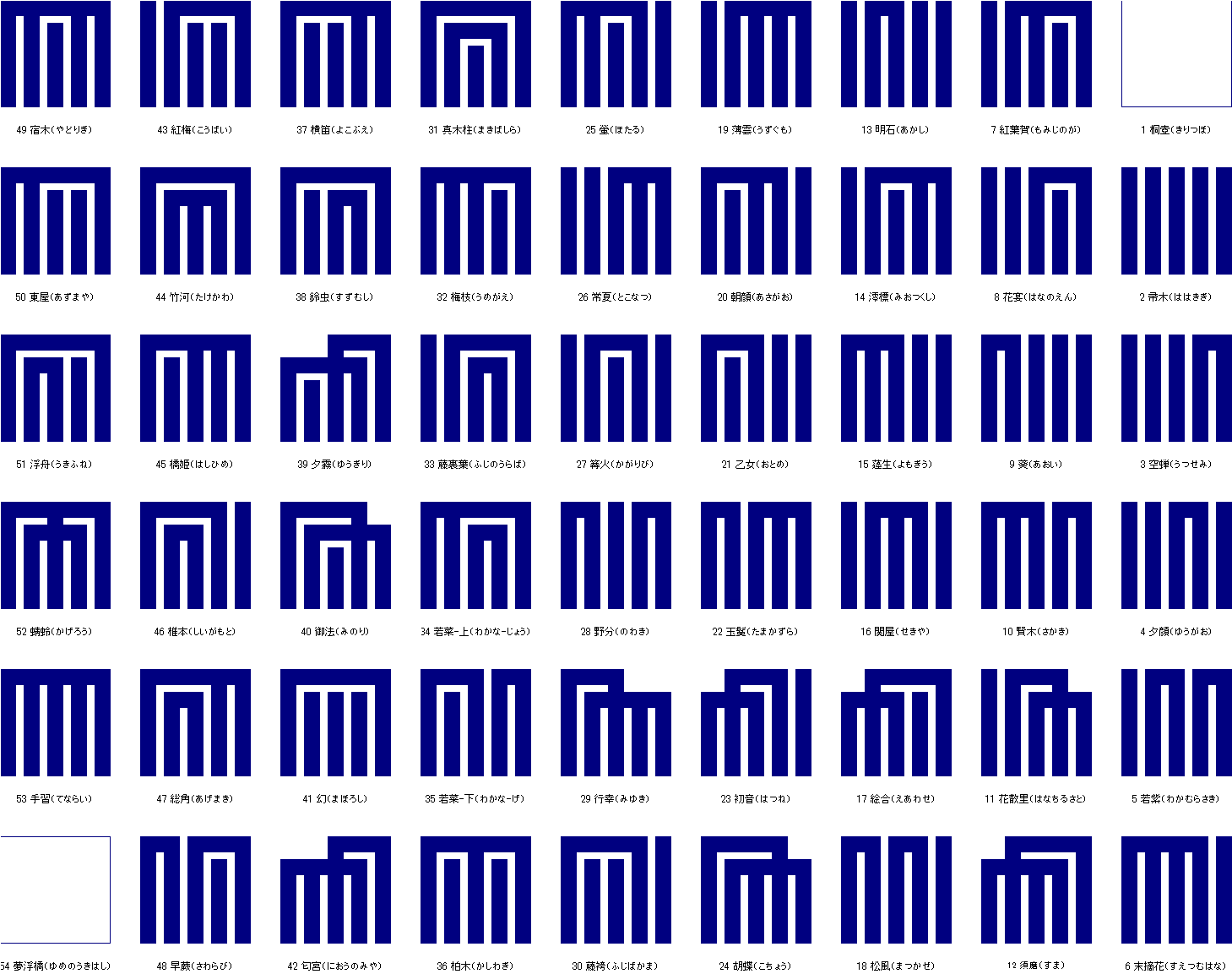
源氏香の図

源氏香（げんじこう）は、香道の楽しみ方の一つである。源氏香の成立は享保の頃と考えられ、『源氏物語』を利用した組香である。
1. 「源氏香」では、5種の香木を各5包ずつ（計25包）用意する。
2. 香元はこの25包を切り交ぜ、中から任意の5包をとってひとつを焚き、客に香炉を順にまわし、香を聞く。これを5回繰り返す。
3. 香炉が5回まわり、すべての香が終了したあと、客は5つの香りの異同を紙に記す。この書き方こそが源氏香の特徴である。まず5本の縦線を書き、右から、同じ香りであったと思うものを横線でつないでいく（たとえば、右図の2段目右から3番目の「澪標」は、1、2、4番目に聞いた香が同じ香りで、3番目、5番目に聞いた香はそれぞれ独立した香りであるという意味）。この5本の線を組み合わせてできる型は52通りあり、この52通りの図を『源氏物語』五十四帖のうち「桐壷」「夢浮橋」を除いた五十二帖にあてはめる[1]。この対応関係を記したものが「源氏香の図」である。客はこの「源氏香の図」を見ながら自分の書いた図と照合し、源氏物語の該当する巻名を書いて答とする。
4. 完全に正解すると、記録紙に「玉（ぎょく）」と書かれる。

競馬香（くらべうまこう）は、よりゲーム性の強い香道の楽しみ方の一つ。
1. まず、客は2つのチームに別れる。
2. 4種の香木を4包ずつ（合計16包）用意し、4種を1包ずつ焚いて香りを覚える。
3. 次に残った12包から2包をとって10包とし、これを順不同に焚いて、試香の何番目と同じだったかを当てる。客の正解数を足したものがチームの得点となる。専用の盤上には、2頭のウマと騎手のコマが置かれ、騎手が乗馬するのに1点、あとは1点ごとに4マスを進める。チームが0点であれば落馬とし、馬同士が5マス以上開くと、遅れているほうを落馬とする。落馬から再度乗馬するのに1点が必要とする。
4. 先に勝負木（ゴール）を超えたほうが勝ちとする。

## 香道の古典
- 『香道秘伝書』建部隆勝
- 『香道規範』志野流4世家元 蜂谷宗悟
- 『香道箇條目録』志野流9世家元 蜂谷宗先